# Џордан Рудес
Џордан Чарлз Рудес (енгл. Jordan Rudess, пуним именом , рођен 4. новембра 1956. године) је амерички клавијатуриста, најпознатији по свом раду са прогресив метал бендом Дрим Тијатер (енгл. Dream Theater). У анкети коју је 2011. године сајт MusicRadar.com спровео међу својим посетиоцима, проглашен је за најбољег клавијатуристу свих времена.

## Биографија
Рудес је рођен 1956. године у Њујорку, у породици јеврејског порекла. У другом разреду основне школе, учитељ је запазио његово клавирско умеће и уписао га на професионалне часове клавира. Са само девет година, уписан је у средњу музичку школу при универзитету Џулијард, али је као тинејџер почео да показује све веће интересовање за синтисајзере и рок музику. Упркос ванредном таленту за класичну музику и противљењу родитеља и професора, напустио је студије музике са 17 година, да би свирао у рок бенду.
Након наступа са више различитих бендова и пројеката током осамдесетих и деведесетих година, скренуо је на себе пажњу јавности 1994. године, када је победио у анкети „Најбољи нови таленат“, коју је часопис Keyboard Magazine спровео међу својим читаоцима. На основу ове анкете, приметила су га два бенда: Дрим Тијатер, које је управо напустио оригинални клавијатуриста Кевин Мур, и џез рок бенд Дикси Дрегс (енгл. The Dixie Dregs). Иако су га оба бенда позвала да им се придружи, Рудес се одлучио за Дикси Дрегс, иако је одсвирао један концерт са Дрим Тијатер 1994. године, јер није био спреман да напусти породицу ради интензивне светске турнеје.
Током свог рада са Дикси Дрегс, Рудес је формирао инструментални дуо са бубњарем Родом Моргенстином (енгл. Rod Morgenstein). Ова сарадња настала је сасвим случајно, услед проблема са напоном на једном концерту у Форт Лаудердејлу, Флорида, када су сви инструменти осим клавијатура и бубњева остали без озвучења; Рудес и Моргенстин су наставили да импровизују док проблеми нису отклоњени, а снажна хемија између двојице музичара условила је да наставе да раде заједно на редовној основи, под именом Rudess/Morgenstein Project.
Рудес и Моргенстин су наступали као подршка Дрим Тијатеру на једној америчкој турнеји, па је бубњар Дрим Тијатера Мајк Портној позвао Рудеса да се придружи инструменталном бенду који је он формирао са гитаристом Џоном Петручијем и басистом Тонијем Левином. Рудес је пристао, и тако је 1997. године настао пројекат Liquid Tension Experiment. Током рада на овом пројекту, Петручи и Портној су постали још сигурнији да је Рудес прави клавијатуриста за Дрим Тијатер, па су га поново позвали да им се придружи, што је он овог пута прихватио, тако заменивши њиховог дотадашњег клавијатуристу Дерека Шеринијана.
Рудес је постао члан Дрим Тијатер 1999. године, а исте године објављен је и албум Metropolis Pt. 2: Scenes From A Memory, први од низа албума на којима је Рудес само учврстио своју позицију као пуноправни члан бенда. Већина музичких тема четрдесетоминутне песме "Six Degrees Of Inner Turbulence" са истоименог албума из 2002. године настала је на основу његових импровизација, да би у наредном периоду постао, уз Петручија и Портноја, један од главних композитора у бенду, упркос чињеници да није оригинални члан бенда. На тој позицији се још више учврстио након што је Мајк Портној напустио бенд 2010. године. Иако је много утицао на музичку дирекцију бенда последњих година, Рудес никада није писао текстове.
Осим рада са Дрим Тијатер, Рудес је снимио и неколико соло албума, као и много албума као гост другим познатим музичарима. Као музичаре који су највише утицали на њега, истиче Кита Емерсона, Рика Вејкмена и Патрика Мораза. Године 2010. у Венецуели је премијерно изведено његово прво класично дело, „Истраживања за клавијатуру и оркестар“ (енгл. Explorations for Keyboard and Orchestra).

## Дискографија
Као изузетан виртуоз, Рудес је веома тражен као студијски музичар, па је, током каријере која траје од почетка осамдесетих година прошлог века, тако и стекао импресивну дискографију од преко 50 албума на којима се појавио, било као члан неког бенда или гостујући музичар.

### Соло албуми
- (1988)
- (1993)
- (1997)
- (1999)
- (2000)
- (2001)
- (2002)
- (2002)
- (2004)
- (2006)
- (2007)
- (2009)

### Са Дрим Тијатер
- (1999)
- (2000)
- (2002)
- (2003)
- (2004)
- (2005)
- (2006)
- (2007)
- (2008)
- (2009)
- (2011)
- (2013)
- (2013)
- (2014)
- (2016)
- (2019)
- (2020)
- (2021)

### Остали албуми
- -  (1981)
- -  (1988)
- -  (1989)
- -  (1994)
- -  (1995)
- -  (1996)
- -  (1996)
- -  (1997)
- -  (1997)
- -  (1998)
- -  (1999)
- -  (1999)
- -  (1999)
- -  (2000)
- -  (2000)
- -  (2001)
- -  (2001)
- -  (2001)
- -  (2002)
- -  (2003)
- -  (2004)
- -  (2005)
- -  (2005)
- -  (2006)
- -  (2006)
- -  (2007)
- -  (2007)
- -  (2007)
- -  (2008)
- -  (2008)
- -  (2009)
- -  (2009)
- -  (2010)
- -  (2011)
- -  (2011)
- -  (2012)